# جاك كوغلين (لاعب هوكي الجليد)
جاك كوغلين هو لاعب هوكي الجليد كندي، ولد في 21 يونيو 1892 في Douro-Dummer ‏ في كندا، وتوفي في 21 يونيو 1969 في بيتيربوروغ في كندا.

## وصلات خارجية
- جاك كوغلين على موقع دوري الهوكي الوطني (الإنجليزية)
- جاك كوغلين على موقع قاعة مشاهير الهوكي (لاعب أن.إتش.أل) (الإنجليزية)
- جاك كوغلين على موقع EliteProspects.com (الإنجليزية)
- جاك كوغلين على موقع Hockey-Reference.com (الإنجليزية)